# 漆間虹美
漆間 虹美（うるま こうみ、2004年10月2日 - ）は東京藝術大学音楽学部楽理科に在学する日本の女優。
アメリカのテキサスで生まれ、東京で育つ。愛称は「うるみん」。幼少の頃から子役としていくつかのミュージカル作品に出演し、現在では舞台俳優、MC、リポーターとしてマルチな活躍をしている。

## 人物
- 左利き[2]
- 埴輪と土偶が好きで、定期的に東京国立博物館に展示されている遮光器土偶に会いに行っている[2]。
- 姉の漆間良尚もミュージカルを中心とした俳優として活動している[2]
- 中学・高校と、地元の外の学校へ通っていたため近所に友達が少なく、友達を作りたいという理由で地元の成人式の実行委員会のメンバーに参加する[2]。
- ちびまる子ちゃんのたまちゃんのモノマネが得意

## 出演

### 舞台
- 『ロビンソン・ロビンソン』（2014年）- リリー幼児役
- 『未来への贈り物』（2015年4月3日 - 4月5日、渋谷区文化総合センター大和田さくらホール）- (夢組)カナコ役[3]
- 『サオリの国のアリス』（2015年8月18日 - 8月22日、武蔵野芸能劇場 小劇場）- (CREAM)ミー役[4]
- 『くっくまミュージカル』（2016年1月7日 - 1月11日、六行会ホール）- 孤児ニモル役[5]
- 『ココ・スマイル7〜夏色のマイソング〜』（2016年8月17日 - 8月21日、シアターサンモール）- 倉科あやね役
- 『最高のお仕事』（2017年）- 時田花愛役(主演)
- HIROSE PROJECT LIVE vol.34『Life Goes On〜ボクはボクなりに夢を見る〜』（2021年5月13日 - 5月16日、ラゾーナ川崎プラザソル）- 七海珊瑚役
- 『舞台版疑心暗鬼の小屋』（2024年、シアターカフェ・プロセニアム）
- 劇団コンシール『真・いろのない手紙』（2024年10月26日、秋葉原コンシールシアター）- 準主演 沙都子役
- 劇団コンシール『fiction Days』（2024年12月27日 - 12月29日、秋葉原コンシールシアター）- 準主演かよ役
- 劇団ココア『お嬢様はバンドがやりたい』（2025年1月14日 - 1月19日、「劇」小劇場）- 天王洲愛流役
- BOOT公演『逆流家族2025』（2025年2月5日 - 2月9日、新宿シアターブラッツ）- 開島すみれ役
- 『美人狼 アイドルへの道』（2025年2月27日 - 3月2日、高田馬場ラビネスト）- カリナ・エンジェル・村咲役
- 片肌★倶利伽羅紋紋一座「ざ☆くりもん」第33回ロングラン本公演『六道追分』【第二期】（2025年4月30日 - 5月11日、シアターグリーン BASE THEATER）
- pika☆kika × 人狼 Trust!? vol.9（2025年8月21日 - 8月24日、参宮橋シアタートランスミッション）
- 劇団23:00「あなたが欲しい〜エリック・サティ〈ジュ・トゥ・ヴ〉より〜」（2025年9月7日、東京藝術大学の藝祭2025で上演する自信による初の脚本・演出の作品）[6]
- ラビット番長「成り果て」（2025年9月24日 - 9月28日、シアターグリーン BASE THEATER）

### MC
- 音楽祭司会（2023年）
- イオンモール浦和美園 『新春! 弦楽四重奏で楽しむ名曲コンサート』司会（2024年1月8日）
- 高円寺プロセニアムショーカフェ MC（2024年 - ）
- “natural&classical” 都立明治公園野外コンサートMC（2024年5月19日）[7]
- チアダンスイベント MC（2024年）
- 『片桐仁×藝大生』藝祭トークショー MC出演（2024年9月6日）[8]
- 第46音楽芸術フェスティバル 司会（2024年10月6日）[9]
- 府中の森公演 「けやき音楽祭2024」司会（2024年10月27日）[10]
- 「二十歳の集い」司会（2025年1月13日）[11]
- 『「きく」だけじゃない「つくる」音楽』 司会（2025年2月16日）[12]
- 第18回 TOHOシネマズ学生映画祭 司会（2025年3月27日、TOHOシネマズ日比谷）[13]
- Principessa 1日店長 MC（2025年5月13日、高円寺三角地帯）[14]
- 笑いの輪 ゲストMC（2025年6月24日、なかの芸能小劇場）[15]
- イオンモール多摩平の森『夏のもりフェス２０２５』MC（2025年7月19日）[16]

### リポーター
- 『Cosme Kitchen THE ORGANIC DAYS ゆりやんレトリィバァ 初代ミューズ就任会見』リポーター (2024年、Scketto)[17]
- 『ELLE ACTIVE! FESTIVAL 2024』大草直子・上野智子トークショー取材、上野智子個別インタビュー取材 (2024年、Scketto)[18]
- 新「キユーピー ノンオイル」試食座談会(2024年8月23日、ACTRESS PRESS)[19]
- キューピードレッシング座談会編(2024年8月29日、Scketto)[20]
- 「ハローキティ50周年記念カフェ」取材 (2024年9月20日、ACTRESS PRESS)[21]
- 「キミとオオカミくんには騙されない」座談会 (2024年10月26日、ACTRESS PRESS)[22]
- ファントムシータ1stLive「ハイネ」リポート (2024年11月3日、Scketto)[23]
- ファントムシータインタビュー (2024年11月9日、asagei MUSE)[24]
- 「フジコーズ3期生」フライヤー配布に密着！ (2024年12月7日、Scketto)[25]
- 森山大道＆蜷川実花の“ストリート写真カフェ”が原宿に限定オープン！ (2024年12月8日、Scketto)[26]
- 音楽座ミュージカル「ホーム」公演リポート (2024年12月12日、Scketto)[27]
- フジコーズ1周年記念ライブ (2024年12月30日、asagei MUSE)[28]
- ラフ×ラフ主催『アイドル天下一大喜利武道会』 (2025年2月17日、asagei MUSE)[29]
- 映画『飛べない天使』W主演・福地桃子＆青木柚、堀井綾香監督インタビュー (2025年2月21日、ACTRESS PRESS)[30]
- Doleの期間限定スペシャルイベント (2025年3月5日、Scketto)[31]
- 『オールナイトフジコ』最終回 (2025年3月27日、asagei MUSE)[32]
- 『フジコーズ卒業式』(2025年4月10日、asagei MUSE)[33][34]
- 朗読演劇『ガールズ＆シーブズ～銀行強盗は放課後に～』 (2025年6月1日、Scketto)[35]
- 映画『2025年7月5日午前4時18分』の完成披露舞台挨拶 (2025年6月10日、Scketto)[36]
- 音楽座ミュージカル『リトルプリンス』 (2025年6月14日、Scketto)[37]
- ラフ×ラフ主催『アイドル天下一大喜利武道会〜Round2〜』 (2025年7月19日、asagei MUSE)[38]

### TV
- リズムにノッて答えろ クイズ!ピンポンブー (2016年、 TBS)
- Let’s 天才テレビくん (2016年、 NHK Eテレ) - 悲劇のヒロイン役
- ザ・発言 X~なんでそんなこと言ったの?~ (2018年、 NTV) - 滝沢カレンさんの友人役
- カラスになったおれは地上の世界をみおろした (2018年、 NHK BS プレミアム) - クラスメイト役
- ザ・世界仰天ニュース (2018年、 NTV)
- 少年寅次郎 (2019年、 NHK) - クラスメイト役
- ミス・ジコチョー~天才・天ノ教授の調査ファイル~ (2019年、 NHK)
- 中居正広の金曜日のスマイルたちへ (2019年、 TBS) - りんごちゃん「金八先生」再現 生徒役
- ザ・世界仰天ニュース (2019年、 NTV) - 何度も眠る少女の秘密 クラスメイト役
- FOGDOG 第２話「来るもの拒まず猿モノ追わず」(2025年7月28日、 読売テレビ) - テニス部の女子高生役

### CM
- 『ベネッセ』(2019年) - 中学生役

### WEB
- 『東京消防庁・三遊亭円楽さんと学ぶ 住宅火災から大切な人を守るために』(2017年) - 娘役
- 『リクルート』(2020年)
- 『東京書籍』(2020年) - 生徒役
- 政府インターネット TV『不要不急の外出は控えよう』(2020年) - 娘役

### モデル
- 『モデルサロン supported by JS ガール』(2018年)
- 『ファッションショー supported by JS ガール』(2019年)

### その他
- 東京都知事選イベント PRモデル（2024年6月24日、オリコンニュース）[39]
- 舞台「お嬢様はバンドがやりたい♪」アフターイベント（2025年1月20日, 荻窪小劇場）[40]
- 舞台「美人狼」アフターイベント（2025年3月31日, 池袋FRIENDS会議室サンライズ）[41]
- 土浦全国花火競技大会100周年記念「土浦花火大使」任命[42]
- 土浦全国花火競技大会100周年記念キャンペーン ガラポン抽選会（2025年6月14日, IBARAKI sense）[43]
- 土浦キララまつり2025（2025年8月3日, うらら大屋根広場）[44]
- Jリーグ（鹿島アントラーズvsアビスパ福岡）フレンドリータウンデイズ （2025年8月16日, メルカリスタジアム場外メルカリロード）[45]

## 受賞歴

### ピアノ
- 第24回全日本ジュニアクラシック音楽コンクール 全国大会 ピアノ部門 小学生の部 審査員賞（2013年）[46]
- 耕心館ジュニア・ピアノコンテスト 教育委員会賞
- 第11回 Kkids音楽コンクール 優秀賞（2019年）[47]
- SAKURA JAPAN MUSIC COMPETITION 2021 ピアノ部門 全国大会第4位（2021年）[48]

### 文章
- 第10回『12歳の文学賞』小説部門 読売新聞社賞受賞（2015年）
- 読書感想文コンクール 市長賞受賞(最優秀賞) 台湾派遣 高雄市政府感謝状 授与（2016年）